# Paulo
Paulo är ett portugisiskt, spanskt, italienskt och schweiziskt mansnamn taget från latinska Paulus och jämförbart med svenska Paul. På just italienska är stavningen Paolo vanligare.